# 喜多川竹麿
喜多川 竹麿（きたがわ たけまる、生没年不詳）とは、江戸時代の浮世絵師。

## 来歴
喜多川歌麿の門人、喜多川の画姓を称す。軽筠堂竹丸とも。作画期は享和から文化の頃にかけてとされ、享和4年（1804年）刊行の絵本『吉原青楼年中行事』の奥付に「校合門人」として「竹麿」の名がみられる。